# Carlo Bugatti
Carlo Bugatti, född 16 februari 1856 i Milano, död 31 mars 1940 i Alsace, var en italiensk formgivare och målare. Han var far till skulptören Rembrandt Bugatti och bilkonstruktören Ettore Bugatti.
Bugatti är en anrik, italiensk konstnärsätt och Carlo Bugatti ägnade hela sitt liv åt i första hand möbelformgivning i sitt hemland och senare konsthantverk i främst Paris. Han mottog under sitt liv många utmärkelser och blev representerad vid de viktiga internationella utställningarna. Hans konst var påtagligt inspirerad av afrikansk kultur och kombinerade exklusiva material med en gestaltning som utgick från kuber.